# Strážiště (rozhledna)
Rozhledna Hanse Kudlicha na Strážišti (německy Hans-Kudlich-Warte) je rozhledna stojící na kopci Strážiště (396 m n. m.) na severozápadním okraji obce Úvalno u Krnova, 2 km od hranic s Polskem. Je to věž čtvercového půdorysu s oktogonální sloupovou nástavbou, postavená z žulových kvádrů, o celkové výšce 22 metrů, s dvěma vyhlídkovými plošinami (nižší z nich ve výšce 18 m) a uvnitř se 103 točitými schody na vrchol. Byla postavena roku 1913.
Rozhledna se nazývá podle úvalenského rodáka, slezského poslance Hanse Kudlicha (1823–1917), jenž roku 1848 na Kroměřížském sněmu podal návrh na úplné zrušení poddanství v zemích Rakouského císařství. V základně rozhledny je Kudlichovo mauzoleum, v rozhledně je pak umístěna expozice připomínající jeho život. V její blízkosti se pak nachází Plovárna na Výsluní.

## Historie

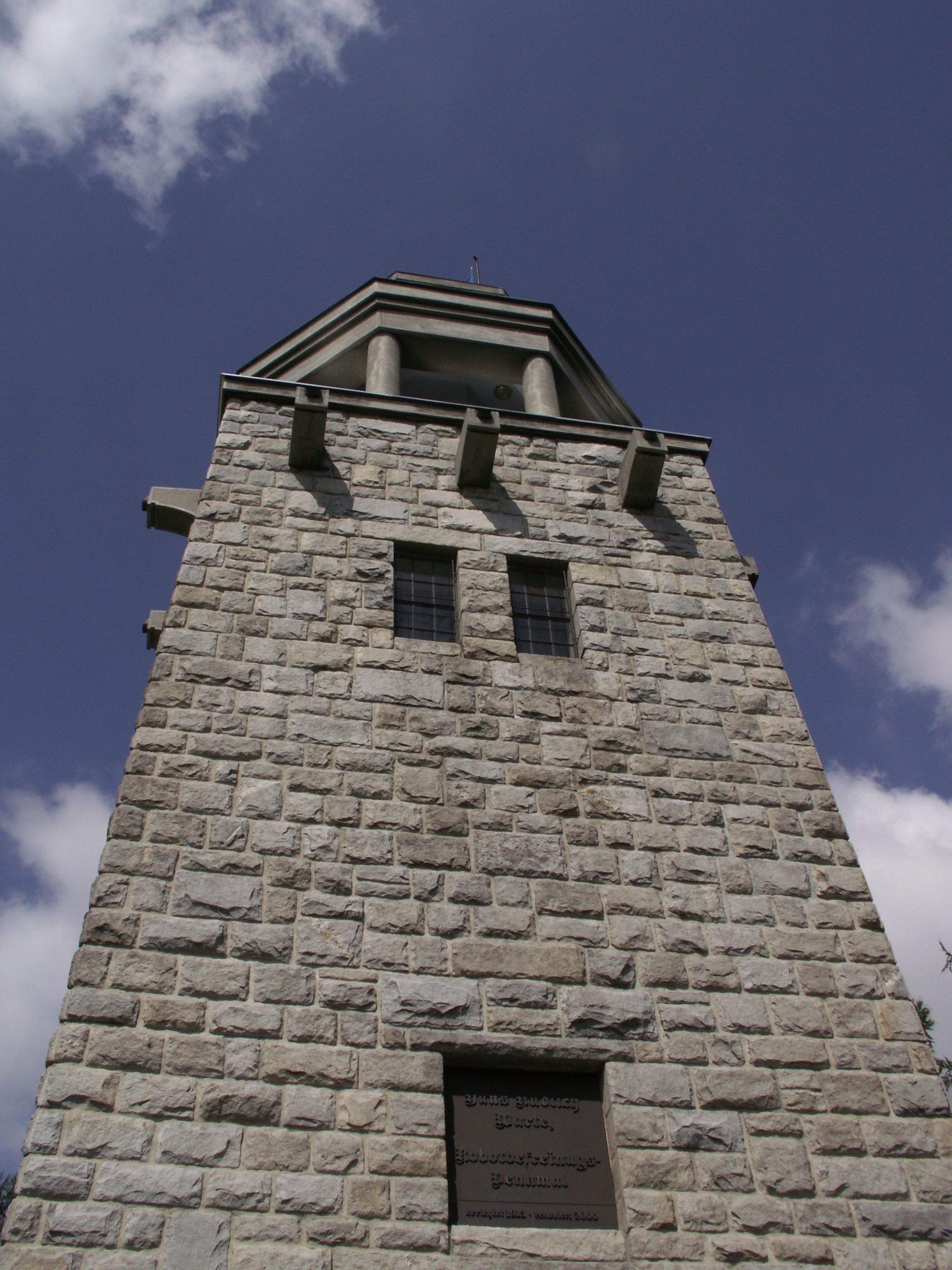
Kovová pamětní deska nad vchodem do mauzolea nese německý nápis Hans Kudlich Warte, Robotbefreiungs-Denkmal, errichtet 1913 – renoviert 2000 („Rozhledna H. K., pomník zrušení roboty, postaveno – obnoveno“)

Hans Kudlich byl pro svůj příspěvek k definitivnímu zrušení poddanství („osvoboditel sedláků“) zejména v německých krajích monarchie velmi uznáván a byla mu postupně stavěna řada pomníků. I ve slezském Úvalně se místní německé obyvatelstvo rozhodlo nějak oslavit blížící se 90. výročí Kudlichova narození a padl návrh postavit rozhlednu, z níž by bylo možno přehlížet rodný kraj slavného politika. Původní návrh stavby v duchu romantické novogotiky, dílo Mořice Hartla z roku 190], nebyl nakonec zrealizován. Autory finálního projektu v secesně-novoklasicistním stylu byli mladí vídeňští architekti, bratři Oskar a Eugen Felgelovi, žáci slavného Otto Wagnera. Položení základního kamene se konalo 21. září 1912 a slavnostní otevření bylo přesně o rok později, u příležitosti 90. výročí narození Hanse Kudlicha; výstavbu provedla firma Julia Lundwala z Opavy. Oslavenec se osobně otevření neúčastnil, v té době žil v USA, kde rovněž o pár let později zemřel. Roku 1923 pak byly ostatky jeho i jeho ženy přeneseny do rodné vsi a uloženy v připraveném mauzoleu.[zdroj?]
Po vyhnání Němců už nebylo nikoho, kdo by se o věž staral a ta postupně chátrala. Ke konci 20. století byla rozhledna volně přístupná a v tak špatném stavu, že se uvažovalo o její demolici a musela být zavřena. Na konci 90. let však z iniciativy Waltera Kudlicha (potomka H. Kudlicha) z Burghausenu, a dalších příznivců bylo rozhodnuto o obnově památky. Za přispění obce, MK ČR, malých dárců, dále Česko-německého fondu budoucnosti, zahraničních spolků Hanse Kudlicha (včetně skupiny místních německých rodáků žijících v Rakousku, Německu a Polsku) a dokonce i zemských vlád Dolních Rakous a Korutan, byla věž nákladem téměř 4 miliony korun rekonstruována; navíc byla provedena nová elektroinstalace, venkovní osvětlení a statické zabezpečení. Stavební práce provedla firma  Winro s.r.o. z Velkých Hoštic. Nově byla rozhledna otevřena 1. října 2000.[zdroj?]

## Přístup
Pěšky z obce Úvalno po modře značené turistické trase 2227, za obcí odbočit po zelené. Autem lze dojet k restauraci u rozhledny. Nejbližší železniční zastávka Úvalno je cca 2 km vzdálená. Rozhledna je přístupná od března do června a od září do října v sobotu a neděli, během července a srpna od úterý do neděle. Vstup na rozhlednu je zpoplatněn.

## Výhled
Na západě lze spatřit Hrubý Jeseník s Pradědem, k severu potom zříceninu hradu Šelenburk a Cvilínskou rozhlednu, dále Petrův rybník u Krnova. Východním směrem se otevírá pohled na Polsko s obcí Branice, na jihovýchod na Opavsko a za pěkného počasí na Beskydy s Lysou horou, také lze zahlédnout haldu v Rydułtowech nebo elektrárnu v Rybniku.